# 阿尼克花园

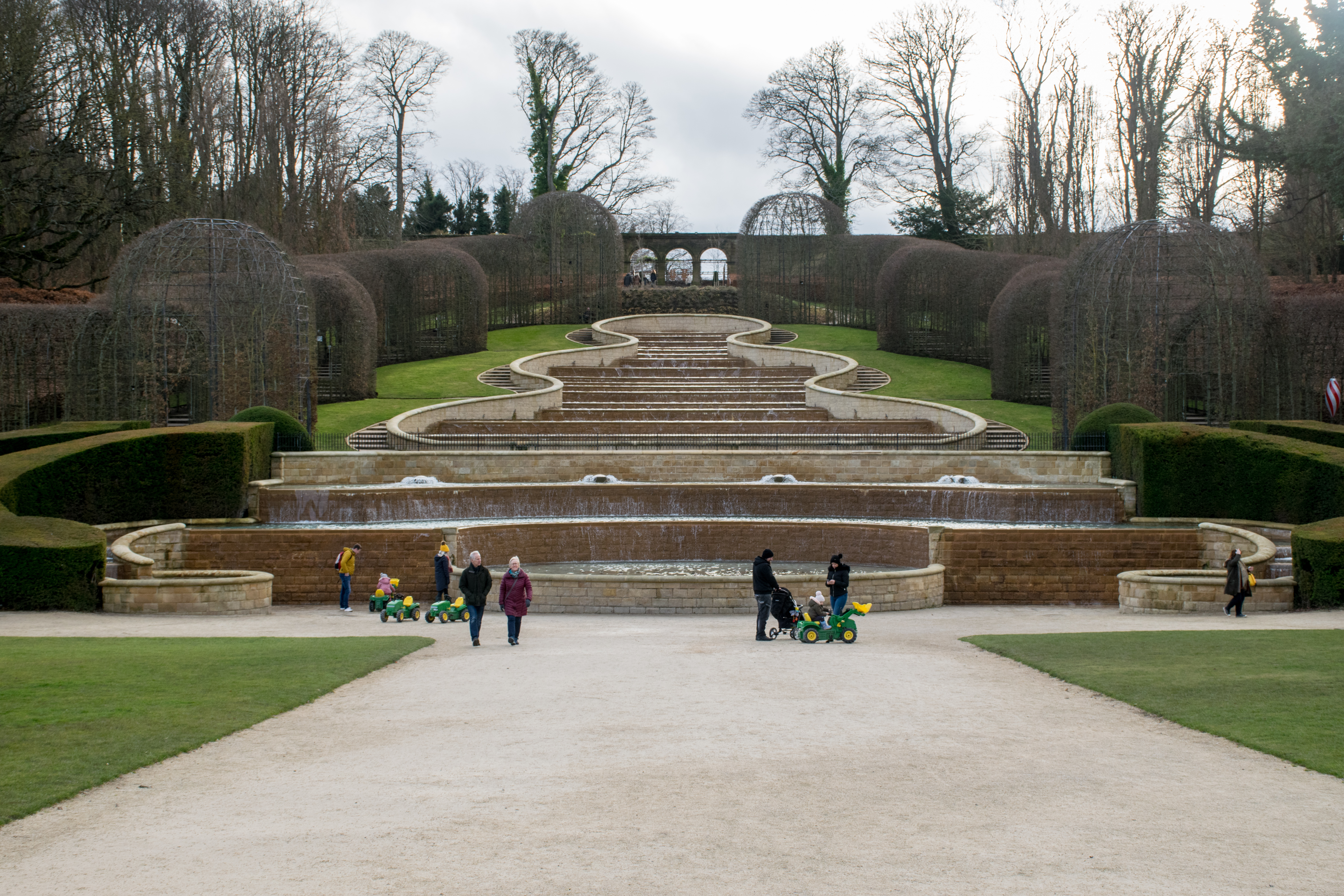

阿尼克花園（The Alnwick Garden）是位於英格蘭諾森伯蘭郡阿尼克城堡的附屬花園。這座花園曾長期由諾森伯蘭公爵所有，但年久失修。在第二次世界大戰時期，花園被廢棄並改種食物。直到21世紀初期才恢復原狀。2001年，阿尼克花園在經過再開發後重新開放，並修建了可容納1,000人的世界最大規模樹屋。

## 外部連結
- 官方网站
- Poison Garden website
- Guided tour of the Poison Garden by head gardener Trevor Jones （页面存档备份，存于）, Youtube